# Bartolomé Odicini
Bartolomé Odicini (Génova, Italia, 13 de setiembre de 1809-Florencia, Italia, 22 de enero de 1876) fue un cirujano mayor de la Legión Italiana en Montevideo, Uruguay.

## Biografía
Nacido en Génova, Italia, cursó sus estudios en el Ateneo de esa ciudad culminando sus estudios en medicina y cirugía en 1839. Unos años después el Rey de Cerdeña Carlos Alberto de Cerdeña lo nombra médico oficial de la marina sarda. 
En 1844 arribó a Montevideo en el bergantín de guerra "Piridano" donde se vinculó estrechamente a los círculos de medicina del país. Trabajó en el Hospital de Sangre de la segunda sección de Montevideo y tuvo a su cargo la Sala de la Iglesia del Hospital de la Caridad (Montevideo).
En 1848 fue nombrado cirujano del ejército y en 1849 cirujano mayor de la Legión Italiana de Montevideo. En 1850 formó parte de la Junta de Higiene y del Consejo Universitario y en 1853 fue miembro fundador de la Sociedad de Medicina de Montevideo.
Durante la epidemia de fiebre amarilla que ocurrió en Montevideo en 1857 tuvo una actuación destacada demostrando abnegación y altruismo.
En un recorte del diario Comercio del Plata se publicó la noticia que el Dr. Odicini había realizado las primeras operaciones aplicando éter sulfúrico como anestésico. 
Perteneció a logias masónicas entre ellas Logia Concordia donde obtuvo el título de Venerable.
Tuvo una estrecha relación y amistad con Giuseppe Garibaldi y fue su médico personal y el de su familia.
Entre sus hijos se destacó Joaquín Odicini y Sagra, quien fue un importante periodista y escritor.

## Obras
- Alcune parole di fúnebre elogio in occasione delle esequie al Fraincicco Anzani, celebrate nel quartiere della Legione Italiana en Montevideo, seguono le inscriptioni per il sarcofago dettate da1 fidedesimo scrittore (1848)
- Archivo de correspondencia y diplomas expedidos a los que conbatieron en San Antonio en 1864; documentos certificados y pasaportes (1852)
- Instrucción popular para socorrer a los ahogados compilada y acordada a la Honorable Comisión del Hospital Italiano de Montevideo (1854)[3]
- Elogio fúnebre del esclarecido médico español Don Francisco García de Salazar (1854, 2.ª edición 1976)
- Examen analítico-crítico acerca de la breve noticia sobre la fiebre amarilla en el Río de Janeiro por el Dr. Bentos Carvalho e Souza, miembro corresponsal de la Sociedad de Medicina Montevideana (1854)
- Examen analítico-crítico de la buena noticia sobre la fiebre amarilla en Río de Janeiro del Dr. Bentos de Carvalho e Souza, médico de la Marina Imperial Brasilera (1864)[4]